# Championnats panaméricains de cyclisme
Les Championnats panaméricains de cyclisme sont les championnats continentaux de cyclisme sur route et sur piste pour les pays membres de la Confédération panaméricaine de cyclisme. La première édition a lieu en Colombie en 1974. La compétition a, d'abord, une périodicité bisannuelle, puis elle passe à un rythme annuel (sans interruption depuis 2004). Les premières épreuves féminines font leur apparition lors des championnats panaméricains de 1988. D'abord organisées ensemble, les compétitions panaméricaines de route ont été désolidarisées des épreuves sur piste depuis l'édition 2013. La décision a été prise, à Mar del Plata, le 10 mars 2012, lors du congrès célébrant le 90e anniversaire de la COPACI (ceci pour se mettre en conformité avec les programmes de l'UCI et pour réduire les coûts des pays organisateurs).

## Éditions
| Éditions | Année | Siège                                     | Pays organisateur                        |
| -------- | ----- | ----------------------------------------- | ---------------------------------------- |
| I        | 1974  | Cali                                      | Colombie                                 |
| II       | 1976  | San Cristóbal                             | Venezuela                                |
| III      | 1978  | Saint-Domingue                            | République dominicaine                   |
| IV       | 1980  | Santiago                                  | Chili                                    |
| V        | 1981  | Medellín                                  | Colombie                                 |
| VI       | 1982  | São Paulo                                 | Brésil                                   |
| VII      | 1984  | Medellín                                  | Colombie                                 |
| VIII     | 1986  |                                           |                                          |
| IX       | 1988  | Medellín                                  | Colombie                                 |
| X        | 1990  | Duitama                                   | Colombie                                 |
| XI       | 1992  | Quito                                     | Équateur                                 |
| XII      | 1994  | Curicó Talca                              | Chili                                    |
| XIII     | 1996  | Puerto La Cruz                            | Venezuela                                |
| XIV      | 1997  | Cali                                      | Colombie                                 |
| XV       | 1998  | Cali                                      | Colombie                                 |
| XVI      | 2000  | Bucaramanga                               | Colombie                                 |
| XVII     | 2001  | Medellín                                  | Colombie                                 |
| XVIII    | 2002  | Quito                                     | Équateur                                 |
| XIX      | 2004  | Tinaquillo (piste) San Carlos (route)     | Venezuela                                |
| XX       | 2005  | Mar del Plata                             | Argentine                                |
| XXI      | 2006  | État de São Paulo                         | Brésil                                   |
| XXII     | 2007  | Valencia                                  | Venezuela                                |
| XXIII    | 2008  | Montevideo                                | Uruguay                                  |
| XXIV     | 2009  | Mexico                                    | Mexique                                  |
| XXV      | 2010  | Aguascalientes                            | Mexique                                  |
| XXVI     | 2011  | Medellín                                  | Colombie                                 |
| XXVII    | 2012  | Mar del Plata                             | Argentine                                |
| XXVIII   | 2013  | Zacatecas (route) Mexico (piste)          | Mexique                                  |
| XXIX     | 2014  | Puebla (route) Aguascalientes (piste)     | Mexique                                  |
| XXX      | 2015  | León (route) Santiago (piste)             | Mexique Chili                            |
| XXXI     | 2016  | Táchira (route) Aguascalientes (piste)    | Venezuela Mexique                        |
| XXXII    | 2017  | Saint-Domingue (route) Couva (piste)      | République dominicaine Trinité-et-Tobago |
| XXXIII   | 2018  | San Juan (route) Aguascalientes (piste)   | Argentine Mexique                        |
| XXXIV    | 2019  | État d'Hidalgo (route) Cochabamba (piste) | Mexique Bolivie                          |